# بالزو
بالزو (به فرانسوی: Balaiseaux) یک کمون (فرانسه) در فرانسه است که در canton of Chaussin واقع شده‌است. بالزو ۶٫۰۱ کیلومتر مربع مساحت دارد.